# 卡尔·伦德
卡尔·伦德（瑞典語：Karl Lund，1888年7月31日—1942年12月11日），芬兰男子竞技体操运动员。他曾代表芬兰获得1912年夏季奥运会体操比赛男子团体自由式银牌。他于1942年在赫尔辛基去世。